# Cătălin Kanty Popescu
Cătălin Kanty Popescu (n. 2 noiembrie 1963) este un fost deputat român în legislatura 2000-2004, ales în județul Vrancea pe listele partidului PDSR/PSD. Cătălin Kanty Popescu a fost membru în grupurile parlamentare de prietenie cu Macedonia, Canada și UNESCO. Ulterior a trecut la PNL, iar, în perioada 2012—2014, a fost prefect al județului Vrancea.

## Legături externe
- Cătălin Kanty Popescu Arhivat în 25 septembrie 2020, la Wayback Machine. la cdep.ro

1. ↑   https://www.vrancea24.ro/catalin-kanty-popescu-s-a-intors-la-dragostea-dintai/ Lipsește sau este vid: |title= (ajutor)
2. ↑  VIDEO | Revine în politica locală din Vrancea fostul vicepreședinte al CJ, prefect și parlamentar, Cătălin Kanty Popescu, www.ziaruldevrancea.ro